# Lophochernes persulcatus
Lophochernes persulcatus es una especie de arácnido del orden Pseudoscorpionida de la familia Cheliferidae.

## Distribución geográfica
Se encuentra en el este de África.